# Chelonanthus viridiflorus
Chelonanthus viridiflorus là một loài thực vật có hoa trong họ Long đởm. Loài này được (Mart.) Gilg mô tả khoa học đầu tiên năm 1895.